# Wash My World
Wash My World è il sesto album in studio del DJ francese Laurent Wolf, pubblicato il 7 ottobre 2008.
L'album è stato ampiamente promosso dal singolo No Stress, uno dei successi dell'estate 2008.

## Tracce
1. No Stress (Radio Edit) – 3:18
2. Wash My World – 3:33
3. Seventies – 3:24
4. My Song – 3:07
5. Explosion – 3:16
6. I Pray – 5:17
7. Columbia (Single Version) – 5:01
8. Spootnik – 5:28
9. Why – 4:21
10. No Stress (Zen @ Acoustic) – 3:08